# 數位素養
根据美国图书馆协会（The American Library Association）， 數位素養被定义为“利用认知和技术技能，使用信息和通讯技术来查找，评估，创建和交流信息的能力”。也可以理解为運用電腦及網路資源的能力来定位、组织、理解、估价和分析訊息。除此之外，数位素养还包括了解信息工具并通过社会参与以沟通，协作的方式使用它们。
根據Paul Gilster在1997年定義的數位素養（Digital Literacy）「它是以不同形式來瞭解並且使用電腦廣泛資源的能力」。
Paul Gilster在1998年發表的《Digital Literacy》一書中，又定義數位素養定義為「取得電腦網路資源，並加以應用的能力」。
而數位素養也與較早出現的資訊素養相關，無論是數位素養、資訊素養、網路素養、電腦素養這些名詞定義與內涵都有不同程度的涵蓋，且各名稱出現時間點與頻率亦不相同。